# Agriocnemis kunjina
Agriocnemis kunjina – gatunek ważki z rodziny łątkowatych (Coenagrionidae).